# 维施海姆
维施海姆是德国莱茵兰-普法尔茨州的一个市镇。总面积3.90平方公里，总人口318人，其中男性164人，女性154人（2011年12月31日），人口密度82人/平方公里。